# Xi đánh giày

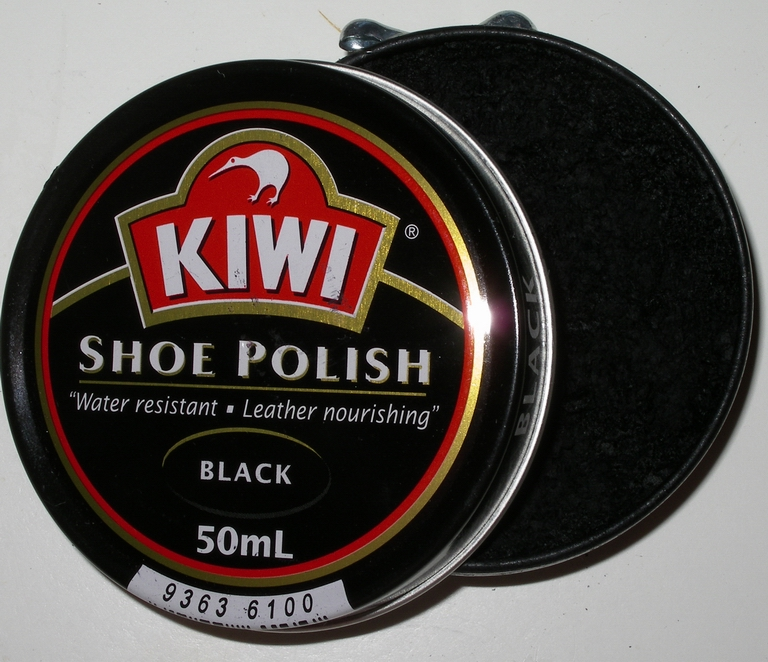
Một hộp xi đánh giày.

Xi đánh giày là chất hồ dạng sáp, kem hoặc chất lỏng dùng để đánh bóng, làm sáng và chống thấm cho giày hoặc ủng da nhằm kéo dài tuổi thọ giày cũng như phục hồi, duy trì và cải thiện vẻ ngoài cho giày.
Nhiều chất khác nhau đã từng được sử dụng làm xi đánh giày trong hàng trăm năm, đầu tiên với những chất tự nhiên như sáp và mỡ. Nhiều công thức xi đánh giày hiện đại được giới thiệu vào đầu thế kỷ 20 và nhiều công thức truyền thống vẫn còn sử dụng đến ngày nay.
Hiện nay, xi đánh giày thường được làm từ một hỗn hợp vật liệu tự nhiên và tổng hợp bao gồm naphtha, dầu thông, thuốc nhuộm và chất gôm arabic qua quá trình hóa học. Xi đánh giày thường dễ cháy, có thể gây ngộ độc và, nếu dùng sai có thể gây biến đổi màu da. Nên dùng xi đánh giày ở một nơi có không khí lưu thông tốt và lưu ý bảo vệ quần áo, thảm và các đồ nội thất khác tránh bị dính.
Sự phổ biến của xi đánh giày đi đôi với việc sản xuất giày da và da tổng hợp tăng lên bắt đầu từ thế kỷ 19 và tiếp diễn vào thế kỷ 20. Trong hai cuộc thế chiến, nhu cầu xi đánh giày tăng lên đột biến do lượng tiêu thụ cho giày quân đội.

## Sử dụng
Dùng một miếng giẻ, vải hoặc bàn chải để bôi xi lên mặt giày. Xi không phải là chất làm sạch cho nên phải làm sạch và khô giày trước khi bôi. Chà xát xi đều lên mặt giày sau đó đánh bóng bằng một miếng vải khô hoặc bàn chải thường sẽ đem lại kết quả tốt.
Một kỹ thuật khác, được gọi là đánh bóng bằng nước miếng (spit-polishing) hoặc bull polishing, bao gồm nhẹ nhàng chà xát xi lên da giày bằng vải có nhỏ một giọt nước hoặc nước miếng. Cách này có thể làm cho mặt giày sáng bóng như gương và được đặc biệt dùng trong quân sự.
Trong quân sự không dùng nước miếng thật để đánh bóng giày kiểu này. Nước miếng chứ một men bẻ gãy những liên kết trong xi làm cho nó không bóng mà mờ đi. Người ta có thể dùng sáp carnauba làm lớp bảo vệ ngoài để kéo dài tuổi thọ và tăng vẻ đẹp cho giày.
Xi có thể được sản xuất và cho sẵn vào một miếng mút cứng để đánh lên giày mà không cần phải bôi xi lên da giày. Một số công ty sản xuất sản phẩm bảo dưỡng giày cũng bán xi lỏng chứa trong chai nhựa có thể nặn được kèm theo một miếng mút. Để giảm độ nhớt, xi trong chai thường có tỉ lệ sáp thấp.
Có nhiều sản phẩm liên quan mật thiết với xi nhưng chính xác thì không phải là xi. Nhiều sản phẩm hóa học có thể được dùng để làm sạch và đánh bóng giày, đặc biệt là chất làm trắng cho giày trắng và nhiều loại đồ xịt để làm sạch và chống thấm cho da lộn. Vỏ chuối cũng có thể đánh bóng giày hiệu quả.
Mặc dù xi được dùng chủ yếu cho giày da, nhiều hãng hướng dẫn rằng nó có thể được dùng trên vật liệu không xốp như vinyl. Người ta thường dùng xi có cùng màu với giày được đánh hoặc xi có màu trung tính, không màu.